# 金才龙
金才龙（朝鲜语：／，1959年—），是技术官僚 , 第10任朝鲜内阁总理 ,自2019年4月起到2020年8月13日担任该职位。他也是最高人民会议常任委员会的成员。他是朝鲜劳动党内部的高级官员，自2020年起担任朝鲜劳动党中央委员会组织指导部部长，并担任最高人民会议议员。

## 生涯
金才龍曾擔任平安北道和慈江道黨委書記，後於2015年2月晉升為慈江道黨委責任書記。翌年，被任命為黨中央委員會委員和江原道黨委員長。2019年3月10日，他在2019年朝鲜民主主义人民共和国最高人民会议选举中被选为最高人民会议议员。不到一个月后，在第14届最高人民会议第一次会议期间，金被任命为总理，取代朴奉珠履新一届政府。他还被选为朝鲜劳动党中央政治局和朝鲜劳动党中央军事委员会的成员，並且出任國務委員會委員。他是北韓歷史上首位由屬於地方的道黨委員長直接晉升為總理的官員。《Daily NK》相信這是因他在經濟領域取得了顯著的成果而得到最高領導人金正恩的器重。2020年8月，卸任總理並轉任朝鮮勞動黨中央委員會副委員長兼朝鲜劳动党中央委员会组织指导部部长。2022年6月，被增补为党中央委员会书记和党中央检查委员会委员长。2023年8月，复任党中央政治局委员、中央委员会书记。
朝鲜第十四届最高人民会议代议员。